# 割り切った関係ですから。
『割り切った関係ですから。』（わりきったかんけいですから）は、FLOWERCHILDによる日本の漫画作品。『コミック百合姫』（一迅社）にて2019年4月号より2021年8月号まで連載され、9月号にエピローグが掲載された。略称はわりかん。
アプリを通じて知り合った二人の背徳的な関係を描いた百合作品である。

## あらすじ
学校生活になかなか馴染めない鏑木綾は、何気なくマッチングアプリに手を出した。遊びのつもりで始めたこのアプリで、綾は「KURO」と名乗る女性と知り合う。共通の話題を語り、他愛もない世間話をするKUROとの日々に、綾は満たされていった。
しかし、ある出来事をきっかけにKUROの様子はおかしくなる。彼女の態度に不安を感じた綾は、KUROの住むマンションに足を運んでしまう。

## 登場人物
鏑木 綾（かぶらぎ あや）
本作の主人公。マッチングアプリを通じて静と知り合った。
人付き合いがあまり得意でないため、他人と信頼関係を築ける普通の人に憧れている。
過去に囚われた静に引きずり込まれるように、「割り切った」関係を持った。
黒崎 静（くろさき せい）
本作もう一人の主人公。KUROというハンドルネームを使っている。
女子高の教師を務めているが、その職場環境には満足していない。
女性を恋愛対象としてみており、高校時代の失恋を引きずる節がある。
常盤 陽紀（ときわ はるき）
綾の幼馴染。家が隣同士である。
性格は社交的で明るく、綾のことを昔から気にかけている。
綾に対する独占欲をにおわしており、静との関係を不審に思っている。
持田 理華子（もちだ りかこ）
静の女子高の生徒。1年生。男性の数学教師に恋していて、補習をしてもらうなどして距離を縮めようとしている。
男性教師は静に関心があるように見えるため、静をこころよく思っていない。
氷川 夜瑠（ひかわ よる）
静の高校時代のクラスメイト。高校の入学式に金髪で出席するほど素行は良くなかった。
その後、静と仲良くなる。男運が悪く、静に愚痴をこぼしているうちに関係を持つようになった。
高校を卒業してからは静と疎遠になったが、8年ぶりに再会した。

## 書誌情報
- FLOWERCHILD 『割り切った関係ですから。』 一迅社〈百合姫コミックス〉、全4巻
  1. 2019年7月18日発売[3]、ISBN 978-4-7580-7965-5
  2. 2020年3月18日発売[4]、ISBN 978-4-7580-2101-2
  3. 2020年10月16日発売[5]、ISBN 978-4-7580-2172-2
  4. 2021年9月17日発売[6]、ISBN 978-4-7580-2297-2